# Triraphaspis desmidioides
Triraphaspis desmidioides är en insektsart som först beskrevs av Green 1917.  Triraphaspis desmidioides ingår i släktet Triraphaspis och familjen pansarsköldlöss. Inga underarter finns listade i Catalogue of Life.